# Чакыр 2-й
Чакыр 2-й (якут. Иккис Чакыр) — село в Амгинском улусе Якутии России. Административный центр и единственный населённый пункт Чакырского наслега.

## География
Село находится на юго-востоке центральной части Якутии, на правом берегу реки Амга, на расстоянии 15 км от села Амга, административного центра улуса.

## История
В 1920 году начато строительства школы, завершившееся в 1928 году.
Согласно Закону Республики Саха (Якутия) от 30 ноября 2004 года N 173-З N 353-III село возглавило образованное муниципальное образование Чакырский наслег.

## Население
| 2002 | 2010 | 2012 | 2013 | 2014 | 2015 |
| ---- | ---- | ---- | ---- | ---- | ---- |
| 686  | ↘579 | ↘564 | ↘537 | ↘514 | ↘497 |
| 2016 | 2017 | 2018 | 2019 | 2020 | 2021 |
| →497 | ↘489 | ↗491 | ↗495 | ↘485 | ↗487 |

### Гендерный состав
По данным Всероссийской переписи населения 2010 года, в гендерной структуре населения из 579 человек мужчин — 275, женщин — 304 (47,5 и 52,5 % соответственно).

### Национальный состав
Согласно результатам переписи 2002 года, в национальной структуре населения якуты составляли 96 % из 686 чел.

## Улицы
| - ул. Бессонова, - ул. Ленина, - ул. Лесная, - ул. Лягинская, | - ул. Молодёжная, - ул. Муксунская, - ул. Набережная. |

## Инфраструктура
В селе действуют МБОУ «Чакырская СОШ им. С. С. Яковлева-Эрилик Эристина», дом культуры, отделение Почты России.